# Вітошинський Ярослав Дем'янович
Вітошинський Ярослав Демянович (31 грудня 1919 — 5 грудня 2001, Київ) — музично-громадський діяч та режисер. Заслужений діяч мистецтв УРСР (1974), заслужений діяч польської культури (1978).

## Біографія
Народився у селі Воробіївка, нині Тернопільського району Тернопільської області. Закінчив диригентський курс при Вищому музичному інституті у Львові (1939) і ВПШ при ЦК КПРС (1956).
- У 1944—1950 роках був на партійній роботі у Львові.
- 1950—1953 — начальник Львівської області управління кінофікації;
- 1953—1974 начальник Львівського областного управління культури;
- 1974—1978 — 1-й заступник міністра культури УРСР;
- 1978—1979 — директор Київського театру опери та балету ім. Т. Шевченка;
- 1982—1992 — директор Будинку актора в Києві;
- 1992—1998 — віце-президент Української асоціації творчої інтелігенції «Світ культури» (на громадських засадах).

Він є постановником багатьох урочистих концертів.